# Етан (Південна Дакота)
Етан (англ. Ethan) — місто (англ. town) в США, в окрузі Девісон штату Південна Дакота. Населення — 365 осіб (2020).

## Географія
Етан розташований за координатами 43°32′47″ пн. ш. 97°58′59″ зх. д. / 43.54639° пн. ш. 97.98306° зх. д. (43.546333, -97.983045).  За даними Бюро перепису населення США в 2010 році місто мало площу 0,64 км², уся площа — суходіл.

## Демографія
Згідно з переписом 2010 року, у місті мешкала 331 особа в 130 домогосподарствах у складі 92 родин. Густота населення становила 517 осіб/км².  Було 142 помешкання (222/км²).
Расовий склад населення:
| - 97,9 % — білих - 1,2 % — корінних американців |

До двох чи більше рас належало 0,9 %. Частка іспаномовних становила 0,3 % від усіх жителів.
За віковим діапазоном населення розподілялося таким чином: 28,4 % — особи молодші 18 років, 57,4 % — особи у віці 18—64 років, 14,2 % — особи у віці 65 років та старші. Медіана віку мешканця становила 33,9 року. На 100 осіб жіночої статі у місті припадало 100,6 чоловіків;  на 100 жінок у віці від 18 років та старших — 97,5 чоловіків також старших 18 років.
Середній дохід на одне домашнє господарство  становив 67 430 доларів США (медіана — 52 813), а середній дохід на одну сім'ю — 84 279 доларів (медіана — 68 250). За межею бідності перебувало 6,3 % осіб, у тому числі 0,0 % дітей у віці до 18 років та 20,4 % осіб у віці 65 років та старших.
Цивільне працевлаштоване населення становило 193 особи. Основні галузі зайнятості: освіта, охорона здоров'я та соціальна допомога — 23,8 %, виробництво — 21,2 %, будівництво — 15,5 %.